# 24 uur van Daytona 2019
De 24 uur van Daytona 2019 (officieel de 2019 Rolex 24 at Daytona) was de 57e editie van deze endurancerace. De race werd verreden op 26 en 27 januari 2019 op de Daytona International Speedway nabij Daytona Beach, Florida.
De race werd gewonnen door de Konica Minolta Cadillac #10 van Renger van der Zande, Jordan Taylor, Fernando Alonso en Kamui Kobayashi. Voor Van der Zande, Alonso en Kobayashi was het hun eerste Daytona-zege, terwijl Taylor zijn tweede overwinning in de race behaalde. De LMP2-klasse werd gewonnen door de DragonSpeed #18 van Roberto González, Pastor Maldonado, Sebastian Saavedra en Ryan Cullen. De GTLM-klasse werd gewonnen door de BMW Team RLL #25 van Augusto Farfus, Connor De Phillippi, Philipp Eng en Colton Herta. De GTD-klasse werd gewonnen door de GRT Grasser Racing Team #11 van Mirko Bortolotti, Rik Breukers, Christian Engelhart en Rolf Ineichen.
De race duurde slechts 22 uur, waarna deze werd beëindigd vanwege zware regenval.

## Race
Winnaars in hun klasse zijn vetgedrukt. De #67 Ford Chip Ganassi Racing kreeg een tijdstraf van 1:48 minuten omdat deze niet aan het brandstofreglement voldeed. De #29 Montaplast by Land-Motorsport en de #63 Scuderia Corse werden allebei teruggezet naar de laatste plaats in hun klasse omdat een van hun coureurs te kort in de auto hadden gezeten.
| Pos. | Klasse | No. | Team                                    | Coureurs                                                              | Chassis                        | Banden | Ronden |
| Pos. | Klasse | No. | Team                                    | Coureurs                                                              | Motor                          | Banden | Ronden |
| ---- | ------ | --- | --------------------------------------- | --------------------------------------------------------------------- | ------------------------------ | ------ | ------ |
| 1    | DPi    | 10  | Konica Minolta Cadillac                 | Renger van der Zande Jordan Taylor Fernando Alonso Kamui Kobayashi    | Cadillac DPi-V.R               | M      | 593    |
| 1    | DPi    | 10  | Konica Minolta Cadillac                 | Renger van der Zande Jordan Taylor Fernando Alonso Kamui Kobayashi    | Cadillac 5.5 L V8              | M      | 593    |
| 2    | DPi    | 31  | Whelen Engineering Racing               | Felipe Nasr Eric Curran Pipo Derani                                   | Cadillac DPi-V.R               | M      | 593    |
| 2    | DPi    | 31  | Whelen Engineering Racing               | Felipe Nasr Eric Curran Pipo Derani                                   | Cadillac 5.5 L V8              | M      | 593    |
| 3    | DPi    | 7   | Acura Team Penske                       | Hélio Castroneves Alexander Rossi Ricky Taylor                        | Acura ARX-05                   | M      | 593    |
| 3    | DPi    | 7   | Acura Team Penske                       | Hélio Castroneves Alexander Rossi Ricky Taylor                        | Acura AR35TT 3.5 L Turbo V6    | M      | 593    |
| 4    | DPi    | 54  | CORE Autosport                          | Jon Bennett Colin Braun Romain Dumas Loïc Duval                       | Nissan DPi                     | M      | 589    |
| 4    | DPi    | 54  | CORE Autosport                          | Jon Bennett Colin Braun Romain Dumas Loïc Duval                       | Nissan VR38DETT 3.8 L Turbo V6 | M      | 589    |
| 5    | DPi    | 85  | JDC-Miller Motorsports                  | Misha Goikhberg Tristan Vautier Devlin DeFrancesco Rubens Barrichello | Cadillac DPi-V.R               | M      | 586    |
| 5    | DPi    | 85  | JDC-Miller Motorsports                  | Misha Goikhberg Tristan Vautier Devlin DeFrancesco Rubens Barrichello | Cadillac 5.5 L V8              | M      | 586    |
| 6    | LMP2   | 18  | DragonSpeed                             | Roberto González Pastor Maldonado Sebastian Saavedra Ryan Cullen      | Oreca 07                       | M      | 582    |
| 6    | LMP2   | 18  | DragonSpeed                             | Roberto González Pastor Maldonado Sebastian Saavedra Ryan Cullen      | Gibson GK428 4.2 L V8          | M      | 582    |
| 7    | LMP2   | 38  | Performance Tech Motorsports            | Kyle Masson Robert Masson Kris Wright Cameron Cassels                 | Oreca 07                       | M      | 578    |
| 7    | LMP2   | 38  | Performance Tech Motorsports            | Kyle Masson Robert Masson Kris Wright Cameron Cassels                 | Gibson GK428 4.2 L V8          | M      | 578    |
| 8    | DPi    | 6   | Acura Team Penske                       | Dane Cameron Juan Pablo Montoya Simon Pagenaud                        | Acura ARX-05                   | M      | 576    |
| 8    | DPi    | 6   | Acura Team Penske                       | Dane Cameron Juan Pablo Montoya Simon Pagenaud                        | Acura AR35TT 3.5 L Turbo V6    | M      | 576    |
| 9    | DPi    | 5   | Mustang Sampling Racing                 | Filipe Albuquerque João Barbosa Christian Fittipaldi                  | Cadillac DPi-V.R               | M      | 573    |
| 9    | DPi    | 5   | Mustang Sampling Racing                 | Filipe Albuquerque João Barbosa Christian Fittipaldi                  | Cadillac 5.5 L V8              | M      | 573    |
| 10   | GTLM   | 25  | BMW Team RLL                            | Augusto Farfus Connor De Phillippi Philipp Eng Colton Herta           | BMW M8 GTE                     | M      | 571    |
| 10   | GTLM   | 25  | BMW Team RLL                            | Augusto Farfus Connor De Phillippi Philipp Eng Colton Herta           | BMW S63 4.0 L Twin-turbo V8    | M      | 571    |
| 11   | GTLM   | 62  | Risi Competizione                       | James Calado Alessandro Pier Guidi Miguel Molina Davide Rigon         | Ferrari 488 GTE                | M      | 571    |
| 11   | GTLM   | 62  | Risi Competizione                       | James Calado Alessandro Pier Guidi Miguel Molina Davide Rigon         | Ferrari F154CB 3.9 L Turbo V8  | M      | 571    |
| 12   | GTLM   | 912 | Porsche GT Team                         | Earl Bamber Mathieu Jaminet Laurens Vanthoor                          | Porsche 911 RSR                | M      | 570    |
| 12   | GTLM   | 912 | Porsche GT Team                         | Earl Bamber Mathieu Jaminet Laurens Vanthoor                          | Porsche 4.0 L Flat 6           | M      | 570    |
| 13   | GTLM   | 67  | Ford Chip Ganassi Racing                | Ryan Briscoe Scott Dixon Richard Westbrook                            | Ford GT                        | M      | 570    |
| 13   | GTLM   | 67  | Ford Chip Ganassi Racing                | Ryan Briscoe Scott Dixon Richard Westbrook                            | Ford EcoBoost 3.5 L Turbo V6   | M      | 570    |
| 14   | GTLM   | 911 | Porsche GT Team                         | Frédéric Makowiecki Patrick Pilet Nick Tandy                          | Porsche 911 RSR                | M      | 569    |
| 14   | GTLM   | 911 | Porsche GT Team                         | Frédéric Makowiecki Patrick Pilet Nick Tandy                          | Porsche 4.0 L Flat 6           | M      | 569    |
| DNF  | LMP2   | 81  | DragonSpeed                             | Henrik Hedman Ben Hanley Nicolas Lapierre James Allen                 | Oreca 07                       | M      | 567    |
| DNF  | LMP2   | 81  | DragonSpeed                             | Henrik Hedman Ben Hanley Nicolas Lapierre James Allen                 | Gibson GK428 4.2 L V8          | M      | 567    |
| 16   | GTLM   | 3   | Corvette Racing                         | Antonio García Jan Magnussen Mike Rockenfeller                        | Chevrolet Corvette C7.R        | M      | 563    |
| 16   | GTLM   | 3   | Corvette Racing                         | Antonio García Jan Magnussen Mike Rockenfeller                        | Chevrolet LT5.5 5.5 L V8       | M      | 563    |
| 17   | GTD    | 11  | GRT Grasser Racing Team                 | Mirko Bortolotti Rik Breukers Christian Engelhart Rolf Ineichen       | Lamborghini Huracán GT3 Evo    | M      | 561    |
| 17   | GTD    | 11  | GRT Grasser Racing Team                 | Mirko Bortolotti Rik Breukers Christian Engelhart Rolf Ineichen       | Lamborghini 5.2 L V10          | M      | 561    |
| 18   | GTD    | 12  | AIM Vasser-Sullivan                     | Frankie Montecalvo Townsend Bell Aaron Telitz Jeff Segal              | Lexus RC F GT3                 | M      | 561    |
| 18   | GTD    | 12  | AIM Vasser-Sullivan                     | Frankie Montecalvo Townsend Bell Aaron Telitz Jeff Segal              | Lexus 5.0 L V8                 | M      | 561    |
| 19   | GTD    | 88  | WRT Speedstar Audi Sport                | Frédéric Vervisch Kelvin van der Linde Ian James Roman De Angelis     | Audi R8 LMS                    | M      | 561    |
| 19   | GTD    | 88  | WRT Speedstar Audi Sport                | Frédéric Vervisch Kelvin van der Linde Ian James Roman De Angelis     | Audi 5.2 L V10                 | M      | 561    |
| 20   | GTD    | 86  | Meyer Shank Racing with Curb-Agajanian  | Mario Farnbacher Trent Hindman Justin Marks A.J. Allmendinger         | Acura NSX GT3                  | M      | 561    |
| 20   | GTD    | 86  | Meyer Shank Racing with Curb-Agajanian  | Mario Farnbacher Trent Hindman Justin Marks A.J. Allmendinger         | Acura 3.5 L Turbo V6           | M      | 561    |
| 21   | GTD    | 14  | AIM Vasser-Sullivan                     | Richard Heistand Jack Hawksworth Austin Cindric Nick Cassidy          | Lexus RC F GT3                 | M      | 560    |
| 21   | GTD    | 14  | AIM Vasser-Sullivan                     | Richard Heistand Jack Hawksworth Austin Cindric Nick Cassidy          | Lexus 5.0 L V8                 | M      | 560    |
| 22   | GTD    | 33  | Mercedes-AMG Team Riley Motorsports     | Jeroen Bleekemolen Felipe Fraga Ben Keating Luca Stolz                | Mercedes-AMG GT3               | M      | 560    |
| 22   | GTD    | 33  | Mercedes-AMG Team Riley Motorsports     | Jeroen Bleekemolen Felipe Fraga Ben Keating Luca Stolz                | Mercedes-AMG M159 6.2 L V8     | M      | 560    |
| 23   | GTD    | 73  | Park Place Motorsports                  | Patrick Long Patrick Lindsey Matt Campbell Nick Boulle                | Porsche 911 GT3 R              | M      | 560    |
| 23   | GTD    | 73  | Park Place Motorsports                  | Patrick Long Patrick Lindsey Matt Campbell Nick Boulle                | Porsche 4.0 L Flat 6           | M      | 560    |
| 24   | GTD    | 13  | Via Italia Racing                       | Chico Longo Victor Franzoni Marcos Gomes Andrea Bertolini             | Ferrari 488 GT3                | M      | 560    |
| 24   | GTD    | 13  | Via Italia Racing                       | Chico Longo Victor Franzoni Marcos Gomes Andrea Bertolini             | Ferrari F154CB 3.9 L Turbo V8  | M      | 560    |
| 25   | GTD    | 96  | Turner Motorsport                       | Bill Auberlen Robby Foley Dillon Machavern Jens Klingmann             | BMW M6 GT3                     | M      | 560    |
| 25   | GTD    | 96  | Turner Motorsport                       | Bill Auberlen Robby Foley Dillon Machavern Jens Klingmann             | BMW 4.4 L Turbo V8             | M      | 560    |
| 26   | GTD    | 44  | Magnus Racing                           | Andy Lally Marco Mapelli Spencer Pumpelly John Potter                 | Lamborghini Huracán GT3 Evo    | M      | 559    |
| 26   | GTD    | 44  | Magnus Racing                           | Andy Lally Marco Mapelli Spencer Pumpelly John Potter                 | Lamborghini 5.2 L V10          | M      | 559    |
| 27   | GTLM   | 66  | Ford Chip Ganassi Racing                | Sébastien Bourdais Joey Hand Dirk Müller                              | Ford GT                        | M      | 559    |
| 27   | GTLM   | 66  | Ford Chip Ganassi Racing                | Sébastien Bourdais Joey Hand Dirk Müller                              | Ford EcoBoost 3.5 L Turbo V6   | M      | 559    |
| 28   | GTLM   | 4   | Corvette Racing                         | Marcel Fässler Oliver Gavin Tommy Milner                              | Chevrolet Corvette C7.R        | M      | 555    |
| 28   | GTLM   | 4   | Corvette Racing                         | Marcel Fässler Oliver Gavin Tommy Milner                              | Chevrolet LT5.5 5.5 L V8       | M      | 555    |
| 29   | DPi    | 50  | Juncos Racing                           | Will Owen René Binder Agustín Canapino Kyle Kaiser                    | Cadillac DPi-V.R               | M      | 555    |
| 29   | DPi    | 50  | Juncos Racing                           | Will Owen René Binder Agustín Canapino Kyle Kaiser                    | Cadillac 5.5 L V8              | M      | 555    |
| 30   | GTD    | 19  | Moorespeed                              | Andrew Davis Alex Riberas Will Hardeman Markus Winkelhock             | Audi R8 LMS                    | M      | 555    |
| 30   | GTD    | 19  | Moorespeed                              | Andrew Davis Alex Riberas Will Hardeman Markus Winkelhock             | Audi 5.2 L V10                 | M      | 555    |
| 31   | GTLM   | 24  | BMW Team RLL                            | John Edwards Chaz Mostert Alessandro Zanardi Jesse Krohn              | BMW M8 GTE                     | M      | 553    |
| 31   | GTLM   | 24  | BMW Team RLL                            | John Edwards Chaz Mostert Alessandro Zanardi Jesse Krohn              | BMW S63 4.0 L Twin-turbo V8    | M      | 553    |
| 32   | GTD    | 57  | Heinricher Racing w/Meyer Shank Racing  | Simona De Silvestro Katherine Legge Christina Nielsen Bia Figueiredo  | Acura NSX GT3                  | M      | 550    |
| 32   | GTD    | 57  | Heinricher Racing w/Meyer Shank Racing  | Simona De Silvestro Katherine Legge Christina Nielsen Bia Figueiredo  | Acura 3.5 L Turbo V6           | M      | 550    |
| 33   | GTD    | 8   | Starworks Motorsport                    | Ryan Dalziel Parker Chase Ezequiel Pérez Companc Christopher Haase    | Audi R8 LMS                    | M      | 547    |
| 33   | GTD    | 8   | Starworks Motorsport                    | Ryan Dalziel Parker Chase Ezequiel Pérez Companc Christopher Haase    | Audi 5.2 L V10                 | M      | 547    |
| 34   | GTD    | 540 | Black Swan Racing                       | Marco Seefried Tim Pappas Dirk Werner Matteo Cairoli                  | Porsche 911 GT3 R              | M      | 545    |
| 34   | GTD    | 540 | Black Swan Racing                       | Marco Seefried Tim Pappas Dirk Werner Matteo Cairoli                  | Porsche 4.0 L Flat 6           | M      | 545    |
| 35   | LMP2   | 52  | PR1/ Mathiasen Motorsports              | Matt McMurry Mark Kvamme Enzo Guibbert Gabriel Aubry                  | Oreca 07                       | M      | 512    |
| 35   | LMP2   | 52  | PR1/ Mathiasen Motorsports              | Matt McMurry Mark Kvamme Enzo Guibbert Gabriel Aubry                  | Gibson GK428 4.2 L V8          | M      | 512    |
| DNF  | GTD    | 48  | Paul Miller Racing                      | Corey Lewis Bryan Sellers Andrea Caldarelli Ryan Hardwick             | Lamborghini Huracán GT3 Evo    | M      | 491    |
| DNF  | GTD    | 48  | Paul Miller Racing                      | Corey Lewis Bryan Sellers Andrea Caldarelli Ryan Hardwick             | Lamborghini 5.2 L V10          | M      | 491    |
| DNF  | GTD    | 9   | Pfaff Motorsports                       | Scott Hargrove Lars Kern Dennis Olsen Zacharie Robichon               | Porsche 911 GT3 R              | M      | 470    |
| DNF  | GTD    | 9   | Pfaff Motorsports                       | Scott Hargrove Lars Kern Dennis Olsen Zacharie Robichon               | Porsche 4.0 L Flat 6           | M      | 470    |
| DNF  | GTD    | 46  | EBIMOTORS                               | Fabio Babini Emanuele Busnelli Taylor Proto Giacomo Altoè             | Lamborghini Huracán GT3 Evo    | M      | 470    |
| DNF  | GTD    | 46  | EBIMOTORS                               | Fabio Babini Emanuele Busnelli Taylor Proto Giacomo Altoè             | Lamborghini 5.2 L V10          | M      | 470    |
| 39   | GTD    | 47  | Precision Performance Motorsports (PPM) | Don Yount Miloš Pavlović Steve Dunn Linus Lundqvist                   | Lamborghini Huracán GT3 Evo    | M      | 442    |
| 39   | GTD    | 47  | Precision Performance Motorsports (PPM) | Don Yount Miloš Pavlović Steve Dunn Linus Lundqvist                   | Lamborghini 5.2 L V10          | M      | 442    |
| DNF  | DPi    | 55  | Mazda Team Joest                        | Harry Tincknell Olivier Pla Jonathan Bomarito                         | Mazda RT24-P                   | M      | 440    |
| DNF  | DPi    | 55  | Mazda Team Joest                        | Harry Tincknell Olivier Pla Jonathan Bomarito                         | Mazda MZ-2.0T 2.0 L Turbo I4   | M      | 440    |
| DNF  | GTD    | 71  | P1 Motorsports                          | Fabian Schiller Dominik Baumann Maximilian Buhk JC Perez              | Mercedes-AMG GT3               | M      | 431    |
| DNF  | GTD    | 71  | P1 Motorsports                          | Fabian Schiller Dominik Baumann Maximilian Buhk JC Perez              | Mercedes-AMG M159 6.2 L V8     | M      | 431    |
| 42   | GTD    | 51  | Spirit of Race                          | Paul Dalla Lana Pedro Lamy Mathias Lauda Daniel Serra                 | Ferrari 488 GT3                | M      | 349    |
| 42   | GTD    | 51  | Spirit of Race                          | Paul Dalla Lana Pedro Lamy Mathias Lauda Daniel Serra                 | Ferrari F154CB 3.9 L Turbo V8  | M      | 349    |
| 43   | DPi    | 84  | JDC-Miller Motorsports                  | Simon Trummer Juan Piedrahita Chris Miller Stephen Simpson            | Cadillac DPi-V.R               | M      | 225    |
| 43   | DPi    | 84  | JDC-Miller Motorsports                  | Simon Trummer Juan Piedrahita Chris Miller Stephen Simpson            | Cadillac 5.5 L V8              | M      | 225    |
| DNF  | DPi    | 77  | Mazda Team Joest                        | Oliver Jarvis Tristan Nunez René Rast Timo Bernhard                   | Mazda RT24-P                   | M      | 220    |
| DNF  | DPi    | 77  | Mazda Team Joest                        | Oliver Jarvis Tristan Nunez René Rast Timo Bernhard                   | Mazda MZ-2.0T 2.0 L Turbo I4   | M      | 220    |
| DNF  | GTD    | 99  | NGT Motorsport                          | Klaus Bachler Sven Müller Alfred Renauer Jürgen Häring Steffen Görig  | Porsche 911 GT3 R              | M      | 47     |
| DNF  | GTD    | 99  | NGT Motorsport                          | Klaus Bachler Sven Müller Alfred Renauer Jürgen Häring Steffen Görig  | Porsche 4.0 L Flat 6           | M      | 47     |
| 46   | GTD    | 29  | Montaplast by Land-Motorsport           | Daniel Morad Christopher Mies Ricardo Feller Dries Vanthoor           | Audi R8 LMS                    | M      | 561    |
| 46   | GTD    | 29  | Montaplast by Land-Motorsport           | Daniel Morad Christopher Mies Ricardo Feller Dries Vanthoor           | Audi 5.2 L V10                 | M      | 561    |
| DNF  | GTD    | 63  | Scuderia Corsa                          | Toni Vilander Dominik Farnbacher Cooper MacNeil Jeff Westphal         | Ferrari 488 GT3                | M      | 547    |
| DNF  | GTD    | 63  | Scuderia Corsa                          | Toni Vilander Dominik Farnbacher Cooper MacNeil Jeff Westphal         | Ferrari F154 3.9 L Turbo V8    | M      | 547    |

1962 · 1963 · 1964 · 1965 · 1966 · 1967 · 1968 · 1969 · 1970 · 1971 · 1972 · 1973 · 1974 · 1975 · 1976 · 1977 · 1978 · 1979 · 1980 · 1981 · 1982 · 1983 · 1984 · 1985 · 1986 · 1987 · 1988 · 1989 · 1990 · 1991 · 1992 · 1993 · 1994 · 1995 · 1996 · 1997 · 1998 · 1999 · 2000 · 2001 · 2002 · 2003 · 2004 · 2005 · 2006 · 2007 · 2008 · 2009 · 2010 · 2011 · 2012 · 2013 · 2014 · 2015 · 2016 · 2017 · 2018 · 2019 · 2020 · 2021 · 2022 · 2023 · 2024 · 2025